# Personaggi di Un medico tra gli orsi
Un medico tra gli orsi (in originale Northern Exposure) è una serie televisiva statunitense creata da Joshua Brand e John Falsey. Questo è un elenco dei personaggi principali e secondari della serie.

Il protagonista Joel Fleischman

## Personaggi principali

### Joel Fleischman
Joel Fleischman è il personaggio principale della serie, interpretato dall'attore Rob Morrow. È presente in 95 dei 110 episodi complessivi.
Neolaureato in medicina, l'università l'ha potuta seguire grazie a una borsa di studio di 125.000 U$D che lo Stato dell'Alaska gli ha conferito. In cambio, una volta abilitato, Joel dovrà lavorare per i successivi quattro anni al servizio dello Stato di Alaska. Non avendo letto bene il contratto che firmò agli inizi della sua carriera universitaria, solo una volta arrivato ad Anchorage scopre che il posto dove eserciterà non è questa metropoli, ma uno sperduto paesino, eufemisticamente chiamato "città": Cicely. Il suo unico vero benefattore non è tanto lo Stato di Alaska, quanto Maurice J. Minnifield, un milionario che da quasi vent'anni ha deciso di gestire il suo patrimonio e i suoi traffici dal profondo nord, avendo scommesso anima e corpo nelle potenzialità, ancora acerbe, della Nuova Riviera, il golfo d'Alaska. La serie segue la sua intestina lotta tra il naturale adattamento e una rancorosa resistenza, nel tentativo di manter viva la propria individualità di ebreo newyorkese. Questa ambivalenza si descrive bene con il rapporto di Joel con Maggie O'Connell, ragazza non autoctona, ma ottimamente inserita nel contesto: entrambi sono dall'altro attratti, ma nello stesso tempo tale attrazione si basa sull'avversione che hanno l'uno verso l'altro. I due si chiameranno sempre per cognome, anche nei periodi "di coppia".
Cresce a Flushing, nel quartiere newyorkese del Queens, tra la 139ª e Main Street. Jimmy era la tartaruga di Joel. I cani lo odiano. Tori Gould, Mindy Ginn e Audrey Gutland, tre ragazze della sua scuola, lo chiamavano "il giocoliere", poiché non voleva impegnarsi con nessuna di loro, non considerandole all'altezza. In realtà ammette più volte di aver paura di essere abbandonato, di aver sensibilmente bisogno di conferme. A diciassette anni tentò di entrare ad Harvard, ma la sua domanda fu respinta: camminò disperato per 63 isolati senza curarsi di nulla, rischiando di andare sotto tre autotreni. Si laurea in medicina alla Columbia University, con la prospettiva di esercitare la professione in uno dei prestigiosi ospedali della metropoli e di fare rapidamente carriera, diventando ricco e affermato. Sta da 12 anni con Elaine, con la quale inizia a convivere, poco prima di partire per Cicely.
Joel arriva in Cicely dopo un viaggio in aereo, alcune ore di bus e uno strappo da parte di Ed, un giovane nativo. Questi lo porta da Maurice che, a mo' di Cicerone, lo guida nella cittadina e gli mostra il gabinetto medico. Tutto presagisce un magro futuro per il nostro scienziato in erba: Cicely non è certo una metropoli, e il suo ufficio non è la Clinica Mayo. Joel corre quindi al locale (l'unico) della città, il The Brick, dove spera di trovare un telefono e di contattare la sua amata Elaine la quale, lei sola, ha il contratto di Joel sotto mano, e può così confermare al dottore che i prossimi quattro anni dovranno essere vissuti in Cicely. Se il contratto non venisse soddisfatto Joel si aggiudicherebbe 18 anni di galera e 10.000 dollari di multa. Il dottore fa così la conoscenza di Holling Vincoeur, il proprietario del locale nonché il sindaco del paese. Nel locale fa anche un'enorme gaffe con la sua nuova padrona di casa, Maggie: la prende infatti per una prostituta. Nel tentare di scusarsi, non fa altro che peggiorare le cose. Essendo la proprietaria della casa, la disturba per ogni problema di manutenzione, dato anche che lei è il miglior idraulico della città (1.2). Gli eventi, quindi, li spingono a trascorrere spesso del tempo insieme e, a causa di ciò, malgrado siano entrambi sentimentalmente occupati e caratterialmente molto diversi, nasce una reciproca attrazione, della quale non manca momento nel quale non si avvicinino ad esprimerla concretamente. Data la bizzarria dell'eremita Soapy Sanderson, alla morte di questi diventano coeredi di un vasto terreno (1.3). Devono quindi, cosa per loro molto difficile, trovare un accordo sul cosa farne. Joel, dal par suo, riceve una forte proposta da una tribù indiana guidata da uno scaltro affarista: 50.000 U$D in cambio della terra. È questa un'occasione per rompere il contratto con lo Stato dell'Alaska. Ma l'irreprensibile Maggie gli fa cambiare idea. Nel corso della sua prima estate in Alaska, il dottor Fleischman ha modo di entrare in contatto con la medicina tradizionale e il bizzarro mondo spirituale indiani. Gli capita addirittura di incontrare il bigfoot locale, che si rivela essere non un mostro, ma un essere umano, un po' solitario, nonché uno straordinario cuoco (1.8). A otto mesi dal suo arrivo a Cicely, proprio quando sta per tornare a New York per due settimane di agognata vacanza, Elaine comunica a Joel che lo lascia, dopo una relazione di 12 anni, per un uomo molto più vecchio di lei, tale Dwight, un giudice federale di Louisville in pensione, e va a vivere con lui in Kentucky. Cosa più terribile è che lo lascia per lettera, via posta. La notizia diventa subito di pubblico dominio in Cicely, in modo tale che tutti si premurano di comunicare al dottore il proprio cordoglio.
Joel chiede inizialmente aiuto a Chris, cercando subito cioè una nuova avventura per dimenticare Elaine, e il dj gli propone Alison, un'amica della sua nuova ragazza. Ma questa, che studia alla Brown University, in Providence, Rhode Island, a fine serata afferma di non aver fatto 8.000 km per trovare uno col quale avrebbe potuto flirtare al suo corso di chimica. Ed guiderà la catarsi di Joel con una tecnica psicodrammatica cinematografica: in apprensione per il dottore, decide infatti di dirigere per lui un epilogo: Joel infatti, dopo giorni di depressione, arguisce che la sua storia amorosa con Elaine sia terminata senza che lui avesse potuto fare qualcosa. L'epilogo viene naturalmente ambientato a New York e ricorda l'episodio più bello della storia di Joel ed Elaine, come raccontato dallo stesso Fleischman a Ed, ma si svolge davanti al The Brick ed è Maggie a impersonare Elaine. Joel si sente, in un qualche modo, sollevato. In occasione della visita inattesa del padre di Maggie, si ritrova su richiesta di lei a fingere di essere il suo fidanzato, perché incarna il tipo di uomo affidabile che il padre desidererebbe vederle accanto, mentre disapproverebbe Rick come tutti i suoi uomini precedenti. Non è un'esperienza spiacevole per lui (Amore è...). Deve rinunciare all'agognato ritorno a New York, rinviato una prima volta per la rottura con Elaine, quando un ricorrente sogno premonitore di Maggie prevede la sua morte nel viaggio in aereo e tutta Cicely sembra credere che sarà proprio così. In realtà, più della superstizione collettiva o dell'interesse dimostratogli, a convincerlo a restare è la forte diffidenza nei confronti del medico mandato a sostituirlo durante la sua vacanza (Cosa non si fa per amore). La costante attrazione nei confronti di Maggie, reciproca ma inespressa, arriva al culmine in prossimità del disgelo, quando la "febbre di primavera" ne aumenta ulteriormente il desiderio (è in astinenza sessuale praticamente dal suo arrivo in Alaska, dieci mesi prima). I due arrivano a baciarsi appassionatamente, ma la rottura dei ghiacci arriva prima che debbano consumare l'atto e, anzi, è sufficiente immaginarlo perché entrambi ne siano pienamente soddisfatti. Joel festeggia il disgelo partecipando, insieme agli altri uomini di Cicely, alla tradizionale "corsa dei tori" (Febbre di primavera). Con la sua ragionevolezza sventa il duello di pistole, potenzialmente mortale, fra i nemici da guerra fredda Maurice e Nikolai (Guerra e pace).
Il turbolento rapporto con Maggie continua a caratterizzare la vita di Joel. Il caso o le circostanze congiurano per far trascorrere loro del tempo insieme: un atterraggio di emergenza per un guasto all'aereo li costringe a trascorrere alcuni giorni soli, nel mezzo della natura selvaggia, battibeccando senza sosta ma finendo anche per baciarsi di nuovo, stavolta nel sonno, involontariamente (A tutto c'è rimedio); per iniziativa di Ruth-Anne, segretario comunale di Cicely, devono condividere onore e onere di organizzare le elezioni per il sindaco (Il dado è tratto); durante un weekend a Juneau, in cui sono costretti a condividere la stessa suite d'albergo, finalmente decidono di cedere al desiderio, ma Maggie crolla per la stanchezza prima ancora che si siano spogliati (Fa parte del gioco). Quando è costretto pure a subire l'amor proprio offeso di lei, per non averne approfittato nel sonno, dimostrandole così di non esserne davvero attratto, Joel arriva alla conclusione che, visto tutto quanto è loro successo finora, non c'è alcuna possibilità che arrivino a concludere qualcosa, sono semplicemente troppo diversi per poter stare insieme (Coppie in crisi). Del resto, in numerose occasioni sono emerse chiaramente le loro differenze caratteriali, la fiduciosa apertura di lei contro il cinico pragmatismo di lui: Joel è incredulo quando Maggie si convince che un cane possa essere la reincarnazione del defunto Rick (Noi animali) e non può credere come lei alla storia degli "alberi della foresta che parlano" (Se ascoltassimo gli alberi). D'altra parte, non mancano nemmeno i momenti di vicinanza, come a Natale, quando l'uno fa riscoprire all'altra lo spirito natalizio (Buon Natale, Cicely). Curiosamente Joel interrompe la lunga astinenza sessuale non con lei, ma con la fidanzata storica Elaine, che gli fa visita dopo la morte del suo compagno Dwight e con la quale trascorre un'appassionata notte di sesso consolatorio, che gli fa capire di non esserne più innamorato (Visite impreviste). Intanto comincia a rendersi conto che Cicely lo sta cambiando profondamente: nel caso del ritrovamento del francese napoleonico Pierre, il suo naturale scetticismo viene meno troppo facilmente (Una porta aperta sul passato); è pronto a mettere alla prova i propri pregiudizi, sperimentando in prima persona l'esperienza della caccia (Istinti primordiali); riscopre la propria vocazione medica grazie ad un guaritore indiano (Il risveglio) e il piacere della paternità grazie ad un neonato abbandonato (Genitori... esemplari); viene addirittura adottato da una tribù indiana con il nome di "Cura-con-strumenti" (Sei uno di noi). Ad aiutarlo a migliorare il suo atteggiamento verso gli altri è, in modo particolare, la scoperta che nella sua capanna viveva un giovane geologo che si è tolto la vita a causa della solitudine (Tutto per un sorriso). Suo malgrado, per motivi professionali deve avere a che fare con l'ipocondriaca Eve, moglie di Adam, che arriva a tenerlo prigioniero per essere curata (Pene d'amore). È lui a rivelarle in seguito che è incinta (Tutto per un sorriso) e a diagnosticare ad Adam la "sindrome della covata" (Genitori... esemplari). A causa di un colpo alla testa, la sera di Halloween fa uno stranissimo sogno, nel quale si sdoppia in due personalità distinte, Joel e Jules, la più estroversa e brillante delle quali seduce Maggie, e si fa psicanalizzare nientemeno che da Sigmund Freud (Piedi freddi cuore caldo).
Joel scopre per caso un intero mammuth con tanto di carne e peli, liberato dai ghiacci dal disgelo. Si adopera subito per documentare la cosa e chiama la più vicina Università per avere un esperto che conduca le relative ricerche. Purtroppo non fa i conti con Walt: il trapper sapeva da anni dell'esistenza della bestia, ma non aspettava altro che il disgelo facesse la sua parte per macellare la carcassa e farci una bella scorta di bistecche per un anno! Joel è sconvolto: l'evento forse più importante della sua vita, una pedina importante nella storia della ricerca scientifica, si dissolve a causa di un Dio burlone.
È al termine di quest'avventura che afferma di esser cambiato, di aver abbandonato ogni stereotipo newyorkese ed esser diventato definitivamente un cicelyano. Questa consapevolezza viene esplicitata ulteriormente in un'esperienza onirica che Joel sperimenta grazie a una pozione di Ed bevuta per caso. Nel sogno Joel è sposato con Shelly e ha due bambini, Maggie è la loro babysitter, Maurice è il portinaio del residence in cui abitano, Eugene è l'addetto all'ascensore, Holling è un musicista famoso e agorafobico, Ruth-Anne un'importante e potente dottoressa internista prossima alla pensione, Walt lavora naturalmente in borsa, Chris Stevens è un fotografo con poca dimestichezza con le parole e succube di suo fratello Bernard Stevens, infine, Ed, è il più importante uomo d'affari del gruppo, autorevole, freddo e influente. Si tratta di un giorno importante, poiché per la sera Joel e Shelly hanno organizzato un party dove sono invitati i succitati. In particolare Joel deve essere al meglio perché Ruth-Anne potrebbe chiedergli di entrare nel suo staff medico. Durante il party tutti i personaggi capiscono di essere sì all'apice della loro carriera, ma di ritrovarsi ancora infelici, nonostante tutto. Chris tenta addirittura di suicidarsi, buttandosi dal balcone di casa Fleischman, ma Maggie riesce a fargli cambiare idea. L'impassibile e crudele mister Chigliak, uomo d'affari, davanti al furetto di casa Fleischman, si ritrova disorientato, sconcertato. Il portinaio Maurice scopre di aver perso tutto, poiché i titoli in cui aveva investito, su consiglio di un noncurante mister Chigliak, erano crollati. Sale al party con una pistola, intenzionato a sparare al responsabile di questa disgrazia, ma, davanti a tutti, non ce la fa. Ed comunque, impietosito, gli firma un assegno per 30.000$. Joel litiga di nuovo con Shelly, questa volta sul fatto che i bambini vengono educati in senso cristiano cattolico e non vengono invece lasciati liberi di farsi la loro idea. Shelly quindi si rifugia in camera sua. Dopo aver confessato a Holling di voler aprire un ristorante, prende la decisione di chiedere il divorzio a Joel. Anche Maggie vuole lasciare casa Fleischman e il suo lavoro. A quel punto Ruth-Anne comunica a Joel che lei si ritirerà dal mondo accademico e arriva al momento fatidico: gli propone di entrare nella sua équipe. Joel rifiuta, perché, dice, preferisce "praticare la medicina in qualche villaggio rurale, piuttosto che passare un altro minuto qui!" Nonostante queste elicitazioni, Joel rimane sempre Joel. In 6.3 Hayden si addormenta con la sigaretta accesa sul letto. Perde la casa, bruciata da un incendio. Eugene organizza dei turni di lavoro per aiutarlo a ricostruirla e Joel si rifiuta di parteciparvi, per puro sdegno perché non ritiene giusto aiutare una persona che per la sua solita indolenza perde addirittura la casa, rischiando anche la propria vita. Nello stesso episodio Marilyn decide di andare a una riunione di famiglia di tre giorni, nonostante allo studio ci sia molto da lavorare per un'epidemia di febbre. Joel, quindi, dopo un battibecco, arriva a licenziarla. Maggie è furibonda. Queste cose capitano mentre si avvicina lo Yom Kippur, per il quale il dottore si sta preparando in maniera poco religiosa: sostanzialmente si abbuffa per accumulare calorie per il digiuno che l'aspetta per tutto il giorno seguente. La notte, arriva in sogno Rabbi Schulman (Jerry Adler) in una versione ebraica del Canto di Natale di Charles Dickens: egli infatti rappresenta, in tre momenti diversi, lo Spirito dello Yom Kippur, rispettivamente, Passato, Attuale e Futuro. A Joel viene quindi reso palese il giudizio di Dio sul suo atteggiamento con i ciceliani, e cosa gli si potrebbe prospettare se non si ravvedesse. In 6.5 la Johns Hopkins School of Medicine decide di inserire Cicely in uno studio prospettico randomizzato a doppio cieco. Joel deve distribuire due tipi di farmaci a due gruppi distinti, e raccogliere i dati clinici. Il problema è che Ed, prima ancora che parta lo studio, fa cadere i barattoli con i due tipi di pillole, ovviamente all'occhio completamente uguali. Tenta di rimettere tutto a posto, ma alla fine confessa la disgrazia a Joel. Questi, sebbene alterato, fa capire a Ed che, comunque siano andate le cose, preferisce avere proprio lui, come aiutante, per un'ulteriore studio scientifico. In 6.7 Joel deve intervenire a un congresso a San Pietroburgo, in Russia, e invita Maggie con lui, dato che nel pacchetto è consentito un posto per un parente. Naturalmente l'aereo che li deve portare non funziona. Fermi quasi un giorno all'aeroporto, chiuso dentro il velivolo, i due passano momenti altalenanti di bisticci e di tenerezze, fino a quando Joel non chiede a Maggie di sposarlo. La risposta è affermativa e, proprio quando l'aereo finalmente si appresta a partire, perso ormai il convegno russo, i nostri fuggono dall'aereo per tornare a Cicely e avviare questa nuova avventura. Scelgono, comunque, di iniziare con un periodo di convivenza. Ma se il solo convivere in uno stesso paese era per loro difficile, farlo in un'unica casa è peggio. Inoltre Maggie ha un vizio particolare: mentre copula si eccita particolarmente sentendo colpi di arma da fuoco. Si adopera per far sparare il suo fucile, carico, durante gli amplessi e tenta di nascondere la responsabilità di tali eventi a Joel. Addirittura dà a lui la colpa delle interruzioni, arrivando anche a insinuare una sua poca virilità o fantasia sessuale. Ma quando Joel scopre tutta la messinscena, monta su tutte le furie. Maggie allora lo sbatte fuori casa. Il medico è atterrito, ma grazie a questo evento inizia la sua catarsi. Durante una visita medica a un villaggio di nativi americani sperduto lungo un fiume, il dottore rimane affascinato dalla mancanza completa di comodità quali elettricità e acqua corrente. Lontano dall'amata New York, abbandonato per due volte dalle donne della sua vita e tradito innumerevolmente dal Fato maligno, Joel decide di non tornare più indietro da questo villaggio. Lascia quindi Cicely per settimane; Maurice, responsabile del servizio medico, è inviperito, e manda Ed a cercare il fedifrago. Questi risale il fiume con una barca a remi e, trovato il villaggio, scopre un altro Joel: caccia marmotte, scuoia orsi, essicca salmoni, vive in una baracca, beve tè di spinacio selvatico, parla tlingit. Maggie è però ossessionata dal fatto che Joel possa morire, sia per l'essere uno dei suoi ragazzi (i quali son tutti morti, tranne Mike Monroe, andato per lavoro in Groenlandia), sia per l'essere sostanzialmente un newyorkese, inesperto sul come si possa vivere nella selvaggia Alaska. Si fa portare quindi a Manonash, dove scopre un Joel in pace con sé stesso e col mondo. Dopo Ed e Maggie, Joel deve convincere Marilyn, di essere cambiato. Quando l'infermiera arriva a Manonash, Joel è molto contento e la ringrazia di esser venuta a salutarlo. Ma l'infermiera indiana, con la sua solita fermezza, tra superiorità e sfacciataggine, afferma di non esser venuta affatto per lui, ma per la festa potlatch di Joey, un ragazzo del villaggio, la cui madre era amica della madre di Marilyn. Joel ci rimane male, ma accoglie comunque affettuosamente l'amica la quale, però, pare non volersi per nulla accorgere dei profondi cambiamenti avvenuti in Joel, ritenendolo sempre uguale a sé stesso, anche nel profondo dell'Alaska. Il medico, se dapprima non se ne risente, tira fuori il vecchio Joel allorquando, tempo dopo, viene da lei canzonato con un superficiale sorrisetto di scherno. L'evento fa ricredere davvero Joel, che pensa di non aver fatto alcun passo in avanti. Ma Marlyn si accorge di aver sbagliato quando osserva un'opera intagliata a mano e cesellata dal medico stesso: un lavoro che necessita notevole pazienza, cosa che il Joel newyorkese non aveva. Fino a quando non è a sé stesso che dimostra di esser cambiato. In 6.13, quando ormai New York è il posto più lontano dell'universo, Joel viene informato di come, per sbaglio, gli è stato protratto di un anno il suo soggiorno forzato a Cicely, ben oltre il termine di contratto, che cadeva il 17 settembre 1994. È Pete Gilliam stesso, lo statale che gestiva la sua pratica da Anchorage, che gli comunica dell'errore portandogli un assegno-premio di 1.200 U$D, come forma di ripiego. Joel però, ormai calato appieno nella sua novella veste di trapper, incassa l'assegno, visita Cicely per un po', e poi torna a Manonash. Ma il suo ruolo in Alaska è terminato. Il dottore entra in possesso di una mappa dell'isola Bogoslof redatta nientemeno che da Jean-François de La Pérouse, esploratore francese che giunse in Alaska negli anni 80 del XVIII secolo. Su tale mappa vi è segnata la strada per Keewaa Aani, una (inventata) mitica città perduta, che si racconta esistita secoli addietro nelle isole Aleutine. Joel convince Maggie ad aiutarlo e a seguirlo nell'impresa di scovare tale città dell'oro. Come nella cerca del Graal, anche i nostri devono passare alcune prove: devono infatti combattere, in successione, drago, sirene e sfinge! Il drago è il dimenticato soldato giapponese Ryu, il cui nome significa appunto "dragone". Ryu in realtà combatté nel 1943ì la guerra delle Aleutine, ma, terminato il conflitto, tornò in patria. Fu solo durante la recessione giapponese dei primi anni novanta che decise di vivere in solitudine a Bogoslof. Le sirene rappresentano l'irresistibile bellezza e la seducente pace dei sensi. In questo caso son concretizzate da un impossibile centro termale nel bel mezzo dell'inospitale Bogoslof, il Bon Santé Resort. Joel e Maggie passano un po' di giorni come inebetiti, dimentichi della loro meta, finché non si rendono conto di esser in (una bella) trappola. Giunti su un ponticello, per poter procedere devono prima rispondere all'indovinello posto dal guardiano del ponte, che è nientemeno che un vecchio conoscente: Adam, alias Gustav, per non farsi riconoscere dalla CIA. Joel risponde a tono e viene fatto passare. Giungono infine all'agognata meta e scoprono la verità: Keewaa Aani, la città della gioia, la città dell'oro, non è nient'altro che il desiderio riposto in ognuno di noi. E per Joel è Manhattan. Per questo Maggie non l'accompagna. Nel momento in cui il dottore si incammina verso la Grande Mela, tutti gli abitanti di Cicely si "accorgono" della sua dipartita, come se un filo sottile e invisibile unisse tutti loro. Persino il bisbetico Maurice "sente" che la presenza di Joel è svanita. Chris è triste e depresso per la lontananza del caro amico Joel. Arriva a odiare Phil, per il solo fatto di esserne il medico sostituto. Tenta anche di fargli causa, con tanto di avvocato e giudice, ma poi si scusa. Phil lo consola, prospettandogli l'eventualità di diventare suo amico. Raccolti poi al The Brick, attendono Maggie, nella speranza di trovare con lei anche Joel, invano.

### Maurice J. Minnifield
Maurice J. Minnifield è interpretato dall'attore Barry Corbin. È presente in 108 dei 110 episodi complessivi.
Maurice J. Minnifield, cresciuto a Tulsa, Oklahoma, in una famiglia dedita al volo, con un padre ingegnere aeronautico e un fratello pilota, Malcom (morto in 1.7). A dieci anni, in seguito a un attacco anafilattico dovuto a una forte allergia al mohair, va in coma per tre giorni. È stato pilota militare nella guerra di Corea e poi astronauta nel programma Mercury. Conosce Ingrid Klochner a Cape Canaveral, un suo amore che periodicamente riceve, in incognito, a Cicely. Maurice è conscio dell'attrazione che esercita su molte donne per il solo fatto di essere astronauta. Per questo ha una sorta di complesso d'inferiorità nei confronti di Alan Shepard, che per primo entrò in orbita, e di Virgil Grissom. Andò a New York solo una volta, per una parata in suo onore. Un'altra sfilata in suo onore fu a Detroit, nel '65. Ha ereditato 68 milioni di dollari dal padre, grazie ai quali è potuto diventare un affermato imprenditore. Suo fratello, che muore nella prima stagione, ha con lui un debito di 8.000 dollari. Dagli anni settanta si è trasferito in Alaska, ha acquistato 15.000 acri di terra nelle vicinanze della piccola Cicely, ha fondato una stazione radio, la KBHR (kay-bear), e un giornale locale, il Cicely News & World Telegram, e si è dedicato con tutto il suo impegno allo sviluppo economico della cosiddetta "Nuova Alaskan Riviera". Condivide il motto del suo Stato di elezione («A nord verso il futuro»), che considera un immenso spazio a disposizione per costruire e per crescere. Ogni anno, durante il disgelo, diventa un perfetto casalingo (2.4). Maurice è l'artefice della presenza del dottor Joel Fleischman a Cicely: ha sfruttato il suo ruolo di importante imprenditore locale per far avere alla cittadina un proprio medico fisso, pagando sostanzialmente di sua tasca la borsa di studio che lo Stato dell'Alaska ha dato a Joel per i suoi anni di università. Nel 1988, mentre ricopre il ruolo di giudice nel concorso di bellezza "Miss Passaggio a Nord-Ovest", rimane infatuato di una delle concorrenti, Shelly Marie Tambo, e la porta con sé a Cicely. In tutto passano insieme solo due settimane, perché lei lo lascia per il di lui migliore amico, Holling Vincoeur, rovinando una profonda amicizia di lunghissima data. I due non si parlano per almeno un anno finché, all'inizio della serie, comincia un graduale riavvicinamento, non scevro da continue tensioni. Sull'arrivo in Cicely di Shelly esistono almeno tre versioni, ognuna per ognuno dei tre interessati. Per Maurice (3.2) Holling le è stato dietro fin dal primo momento con le peggiori intenzioni, ed è stato proprio questo atteggiamento a incrinare il loro rapporto d'amicizia, mentre Maurice sognava già un ottimo futuro per tutti e tre. I due innamorati avevano viaggiato a lungo e la loro unica intenzione era mangiare un boccone da Holling e andare a dormire. L'amico si impegnò subito in un corteggiamento sfacciato, che in un primo momento Maurice non colse. Fu quando Shelly, che aveva un profondo mal di testa, tentò di aprire un flaconcino di aspirina, galeotto, che Maurice si accorse del gioco di Holling. Le versioni di Holling e Shelly sono nelle rispettive pagine.
Prima stagione
Il riavvicinamento con l'ex migliore amico Holling, dopo due anni di rottura, iniziato alla festa d'estate (Tutto qui?... Il resto arriverà), è sancito dal suo assenso a cantare al matrimonio fra Holling e Shelly (La sposa che non si sposa). Ha un rapporto tormentato con il dj della sua stazione radio, Chris Stevens, che arriva a licenziare quando trasmette qualcosa che non è di suo gradimento (Orgoglio del Nord), ma anche a scegliere come proprio erede, quando la morte di suo fratello Malcolm lo costringe a pensare a chi lasciare l'"impero Minnifield". Il tentativo di fare del ribelle Chris il figlio che non ha mai avuto si scontra con la constatazione che il dj non è affatto disposto ad essere rimodellato a sua immagine e somiglianza (Perché la vita continui).
Seconda stagione
Come ogni anno riceve la visita, per qualche giorno, della piacente coetanea Ingrid che, mentre il marito è impegnato a studiare la fauna della tundra, soddisfa invece con lui la sua passione per gli astronauti (Cosa non si fa per amore). Nei giorni prossimi al disgelo primaverile, rimane conquistato dalla virile poliziotta Barbara Semanski, ma poiché la "febbre di primavera" fa emergere il suo lato più femminile e il desiderio di essere sottomesso, invece che al comando, come è sempre stato nella sua vita, le sue attenzioni respingono invece che attrarre la donna, che lo trova troppo effeminato (Febbre di primavera). La rivalità da guerra fredda con il musicista russo Nikolai, rinnovata ogni anno attraverso gli scacchi, stavolta arriva fino ad un vero e proprio duello con le pistole, ma il dottor Fleischman riesce a sventare lo scontro potenzialmente mortale (Guerra e pace). Il suo grande obiettivo di promuovere lo sviluppo economico e turistico dell'Alaskan Riviera trova un ostacolo quando scopre che gli uomini a cui sta per vendere un immobile, che vogliono trasformare in un albergo, sono una coppia gay e per di più l'hanno scambiato per uno di loro, a causa di certe sue passioni raffinate (cucina, arredamento, ecc.). Pur colpito in una sua debolezza (l'innata omofobia degli uomini dei suoi tempi), sulle sue remore morali prevale il profitto (Alta strategia).
Terza stagione
Maurice è sentimentalmente coinvolto da Barbara Semanski, conosciuta in occasione della "febbre di primavera", al punto da volerla sposare, ma la vocazione per la legalità della poliziotta è così intransigente che quando scopre che lui è un evasore fiscale lo lascia immediatamente (Pene d'amore) e quando si reincontrano, mesi più tardi, è solo per motivi professionali, perché lei deve consegnargli una querela da parte di un vicino (Coppie in crisi). Sempre alle ricerche di nuove iniziative imprenditoriali in cui investire, quando scopre che Marilyn alleva struzzi che producono uova enormi vorrebbe entrare in società con lei, ma gli struzzi non sembrano essere d'accordo (Noi animali). Non va troppo bene neanche il suo giornale locale, il Cicely News & World Telegram, al punto che prova ad assumere come principale collaboratore Adam. Si rivela un'idea vincente, almeno all'inizio, perché lo scorbutico eremita riesce ad accendere l'interesse di tutti riempiendo gli articoli delle proprie idee paranoiche e cospirazioniste. Ma allo stesso modo in cui è arrivato a Cicely, Adam sparisce di nuovo e il giornale ritorna all'abituale, noiosa routine (Se ascoltassimo gli alberi). Riceve una delusione anche dalla visita del colonnello McKern, il suo comandante durante la guerra di Corea, che rovina la propria immagine, impeccabile ai suoi occhi, proponendogli di investire in un suo progetto edilizio turistico in Montana (Tutto per un sorriso). Deve invece riconoscere, con burbera ammirazione, il successo della coppia gay Ron ed Eric, che hanno trasformato la vecchia casa che aveva venduto loro in un apprezzato albergo per una clientela giapponese (Il bambino che è in tutti noi). Il rapporto con il vecchio amico Holling ha alti e bassi, a causa del risentimento per la storia di Shelly. I due hanno versioni diverse su come sono andate le cose, ma entrambe non corrispondono a quella raccontata dalla ragazza (L'oggetto dei desideri). La morte di un vecchio compagno di caccia li costringe ad un impegnativo viaggio nella natura selvaggia, per seppellirne il corpo in un luogo remoto, durante il quale si trovano di fronte a qualche sorpresa e alla constatazione di avere ormai un'età inadatta a certe cose (Il richiamo della foresta). Quando si sta preparando a trascorrere l'ennesimo Natale da solo, rimpiangendo l'assenza di una famiglia, scopre del tutto inaspettatamente di averne una di cui non era a conoscenza e che non assomiglia per nulla a quella dei suoi sogni: un figlio coreano, frutto di una relazione dei tempi della guerra di Corea, venuto a Cicely per conoscerlo, accompagnato dalla madre e dal proprio figlio adolescente. È costretto così a superare i propri radicati pregiudizi antiasiatici, per accettare la nuova situazione (Buon Natale, Cicely).

### Maggie O'Connell
Marie Margaret "Maggie" O'Connell è interpretato dall'attrice Janine Turner. È presente in 62 dei 110 episodi complessivi.
Cresce in una ricca famiglia di Grosse Pointe (Michigan). A cinque anni arriva al secondo posto del concorso “Piccola Miss dei Grandi Laghi” cantando L'amour est bleu (di André Popp e Pierre Cour, resa nota da Claudine Longet e Vicky Léandros). Da bambina voleva fare la panettiera. Il papà racconta che bastava un piccolo rumore a farla svegliare colta dalla paura. Odiava il campeggio. Viene cresciuta in un ambiente alto-borghese, premuroso ed ovattato. Studiò per un semestre alla Sorbona. Forse per reazione, abbandona tutto e si trasferisce in Alaska seguendo il suo compagno Dave, impegnato nella stesura di un libro sulla montagna, "Montagna delle mie angosce". Maggie quindi si ferma a Cicely, dove svolge servizio di aereo-taxi fra la piccola cittadina e gli altri centri abitati dell'Alaska, in particolare Anchorage. Il suo aereo è un Cessna N8326A in 1.5, un Cessna 170 in 5.6 e un Cessna N4423V in 5.19. Fuma. Il suo profumo è Opium. La sua occupazione marginale di agente immobiliare la mette in rotta di collisione con il dottor Joel Fleischman, di cui diventa suo malgrado padrona di casa e "uomo della manutenzione". Fra i due si instaura fin dal primo istante (e dal primo sfortunato incontro, in cui Joel la scambia per una prostituta che lo sta abbordando nel bar ristorante "The Brick") un rapporto di amore-odio, pieno di alti e bassi. I due si chiamano abitualmente per cognome, quando si servono del nome c'è sempre un motivo particolare. Diventerà successivamente sindaco del paese. Maggie ha avuto una vita sentimentale particolarmente sfortunata, poiché tutti i suoi ragazzi sono morti. Dave, la causa della migrazione di Maggie dal Michigan all'Alaska, si addormentò su un ghiacciaio e morì assiderato. In 2.4 viene citato anche un tale Roy (adorava passeggiare sotto la pioggia con l'ombrello), ma più spesso si citano: Steve, colpito da un fulmine su una piattaforma petrolifera; Harry, soffocato con una patata a un picnic; Bruce, morto per un incidente di pesca; Glen, finito con l'auto in un campo di test missilistici. All'inizio della serie, è legata da circa un anno al collega pilota Rick, che sembra non temere la presunta "maledizione" che colpirebbe tutti gli uomini che hanno una relazione con lei, ma, dopo 17 mesi passati insieme, un satellite gli cade in testa e muore. È quindi la volta di Mike Monroe, un iperallergico che si rifugia a Cicely perché uno dei pochi luoghi incontaminati del mondo. Si mettono insieme, ma dopo un po' Mike decide di andare a vivere in Groenlandia, per una missione ecologica tesa a salvare la vita dell'ecosistema dell'intero pianeta. A questo punto Joel non ha più alcun rivale e, sebbene il loro rapporto sia sempre stato critico, decide di chiederle di sposarlo. Dopo un po' di convivenza, anche Joel sparisce, andando a vivere in uno sperduto villaggio dell'Alaska, Manonash. In 6.14 Maggie viene a scoprire che anche sua madre, Jane Stowe, condivide tale destino: tutti i suoi uomini sono morti accidentalmente per fatali e bizzarri incidenti. O si sono in qualche modo allontanati, come il suo precedente marito e padre di Maggie. "Sono loro a essere deboli", si giustifica la madre. Dopo la dipartita di Joel, Maggie inizia una storia con Chris Stevens, della quale non è dato saperne la conclusione, supposta però positiva, dal titolo dell'episodio 6.23 e dal suo svolgimento.
Prima stagione
Malgrado siano entrambi sentimentalmente occupati e caratterialmente molto diversi, Maggie e Joel sono anche consapevoli dell'esistenza di una reciproca attrazione, che arrivano vicini ad esprimere concretamente dopo una cena ad alto tasso alcolico  (L'Alaska non è in vendita). Insieme condividono l'esperienza di far nascere un bambino, in un villaggio sperduto (Perché la vita continui). Il rapporto sentimentale con il collega Rick entra in crisi quando un possibile grave problema di salute dell'uomo rivela che anche lui crede alla "maledizione O'Connell" (Sesso, bugie e il film di Ed).
Seconda stagione
Aiuta Joel a superare il brutto colpo di essere stato lasciato, per lettera, da Elaine, impersonando la donna e dandogli la possibilità di esprimere i suoi sentimenti (Epilogo d'amore). Accetta di aiutare Chris a recuperare la voce, persa a causa della vista di una bellissima donna, andando a letto con lui. Ma poi non se la sente di andare fino in fondo, neanche per il gusto di scandalizzare Joel, e si limita ad un bacio, che comunque è sufficiente per ottenere l'effetto sperato (Come nelle favole). In occasione della visita di suo padre, chiede a Joel di fingere di essere il suo fidanzato, perché è esattamente il modello di uomo affidabile che il padre vorrebbe per lei, mentre Rick è uguale a tutti i suoi uomini precedenti, che lui ha sempre disapprovato. Alla fine, però, prima che riparta, gli rivela la verità, ottenendone l'accettazione della sua indipendenza, se non l'approvazione delle sue scelte (Amore è...). In un sogno ricorrente vede Joel precipitare in aereo e tenta quindi di convincerlo a rinunciare al viaggio, per lui così importante. Per quanto non voglia ammetterlo, deve riconoscere che quei sogni dimostrano che esiste un qualche legame con il dottore. Il paradosso è che mentre tutti i suoi compagni sono morti, in questo caso ha salvato la vita (ma è davvero così?) ad un uomo che non sopporta, per quanto ne sia attratta suo malgrado (Cosa non si fa per amore). La costante attrazione nei confronti di Joel, reciproca ma inespressa, arriva al culmine in prossimità del disgelo, quando la "febbre di primavera" causa un forte stato di eccitazione in entrambi e li spinge irresistibilmente l'uno verso l'altro. I due arrivano a baciarsi appassionatamente, ma la rottura dei ghiacci arriva prima che debbano consumare l'atto e, anzi, è sufficiente immaginarlo perché entrambi ne siano pienamente soddisfatti (Febbre di primavera). Il caso vuole che sia l'esaminatrice di Rick in un esame di controllo per l'idoneità al volo. È così onesta da non nascondere alle autorità il fatto che lui abbia problemi di daltonia, ma questo causa un pesante litigio. Non ha modo di risolvere le cose, perché Rick incappa in un bizzarro incidente mortale (viene colpito da un frammento di un satellite e si fonde con esso). Non è certo aiutata nel superare la dolorosa perdita dal fatto che l'ennesima fine tragica di un suo fidanzato rafforzi la convinzione generale, fra i concittadini di Cicely, che esista una specie di "maledizione" che colpisce tutti gli uomini che si legano a lei: una donna la invita addirittura a frequentare suo marito, per liberarsi definitivamente di lui (Alta strategia).
Terza stagione
Joel continua ad essere un'ingombrante presenza nella vita di Maggie, che per quanto ne sia attratta non ne sopporta il carattere: a causa di un atterraggio d'emergenza in una zona completamente isolata, trascorrono alcuni giorni da soli e la sgradita vicinanza li porta a discutere ininterrottamente, ma anche a baciarsi di nuovo, anche se solo nel sonno (A tutto c'è rimedio); coinvolti da Ruth-Anne, organizzano le elezioni per il sindaco di Cicely e, malgrado le diverse posizioni politiche, ennesimo motivo di contrasto, lavorano bene insieme (Il dado è tratto); il caso vuole che debbano perfino condividere una suite d'albergo a Juneau ma anche stavolta, malgrado abbiano tutta l'intenzione di dare soddisfazione al reciproco desiderio, non concludono nulla perché lei viene sopraffatta dal sonno (Fa parte del gioco). Non ricordando nulla di quella notte, Maggie si convince che abbiano davvero fatto l'amore e ne diventa ossessionata, finché Joel non le rivela che non è successo nulla, offendendone così l'amor proprio, perché la fa sentire non abbastanza attraente e desiderata. Joel si fa perdonare, ma arriva anche alla conclusione che non potranno mai stare insieme, perché sono troppo diversi (Coppie in crisi). In effetti le loro differenze caratteriali sono dimostrate in svariate occasioni, emblematica è la diversa reazione alla storia degli "alberi della foresta che parlano" (Se ascoltassimo gli alberi). Oltre al problematico rapporto con Joel, la sua vita sentimentale non è certo fortunata. All'inaugurazione di una statua in ricordo del defunto fidanzato Rick, scopre che lui le è stato sempre infedele e in un sogno le rivela di essere stato un vero e proprio sessodipendente. Per qualche giorno si lascia completamente andare, ma Ruth-Anne la aiuta a superare il brutto momento (Pene d'amore). In seguito arriva addirittura a convincersi che un cane randagio che continua a seguirla sia la reincarnazione di Rick, ma è uno sbandamento di breve durata (Noi animali). In occasione dell'arrivo della primavera, che è sempre fonte dei più strani comportamenti negli abitanti di Cicely, si innamora di un misterioso sconosciuto, che arriva a credere sia un orso uscito dal suo letargo (Il risveglio). Anche la sua famiglia è fonte di delusioni. Prima i suoi genitori decidono di trascorrere il Natale ai Caraibi, invece che tutti insieme come da tradizione (Buon Natale, Cicely), poi sua madre viene a farle visita e non solo le annuncia il loro divorzio, ma le distrugge letteralmente la vita dando fuoco inavvertitamente alla sua casa (Non arrendersi mai).

### Chris Stevens
Christopher "Chris" Stevens è un personaggio della serie televisiva Un medico tra gli orsi, interpretato dall'attore John Corbett.È presente in 59 dei 110 episodi complessivi.
Nato a Wheeling (Virginia Occidentale), il 3 luglio 1963, trascorre un'adolescenza da teppista e piccolo delinquente. Tutta la famiglia Stevens ha una lunga tradizione di mariuoleria. Furono tutti alti, sani, belli e prestanti. Spesso c'erano storie di sesso tra cugini. Bevevano molto, ci son stati casi di alcolismo avanzato; suo padre Abe morì di cirrosi epatica. Abe Stevens è stato probabilmente il primo del casato a fare qualche tentativo di rompere con questa storia familiare: faceva il camionista e aveva un'altra vita, parallela, a Portland, dove aveva sposato una donna di colore. Suo figlio Bernard, fratellastro di Stevens, crescerà col padre "buono" e "lavoratore", mentre Chris col padre "furfante" e "fannullone". Per Bernard il padre era insonne, per Chris aveva il sonno pesante. Nel 1976 Chris ruba una macchina in un parcheggio di un supermercato e, non sapendo come passare il resto della giornata, si intrufola con un amico in una casa. Mentre l'altro fruga ai piani superiori per cercare qualcosa di valore, Chris si trova di sotto e, intascando una penna d'argento, scopre Walt Withman. Con l'amico Greg "Re Giocondo" George rapinò un negozio di dischi di Wheeling. Passarono tutto il pomeriggio ad ascoltare la raccolta di dischi (2.1). Per un altro furto d'auto finisce in prigione. Tale periodo è determinante per la sua formazione alla vita, scoprendo il mondo della letteratura. Fra i 22-23 anni, alla morte del padre a soli 40 anni, "perde" un intero anno, di cui cioè non gli rimane alcun ricordo (fuga psicogena?). Pare abbia vissuto due mesi completamente nudo, in una grotta, in Messico. La sua vita irregolare ed errabonda lo porta infine in Alaska, a Cicely, dove viene assunto da Maurice Minnifield come dj per la locale stazione radiofonica, la KBHR (kay-bear). Durante la sua trasmissione mattutina, da cui il nome "Chris del mattino", trasmette ogni genere di musica e affronta i più diversi argomenti, dai più leggeri (i piccoli eventi della vita quotidiana) ai più impegnativi (filosofia, religione, psicologia...), attingendo alle più varie fonti letterarie, sulla base della sua disordinata cultura da autodidatta. Vive in una roulotte in riva al lago Kipnuk, dedicandosi alla scultura con materiali di riciclo. Ha avuto due Harley-Davidson; la seconda è un'FLH 1200. È spesso affiancato da giovani belle donne su cui esercita un fascino irresistibile: pur trovandosi sperso nel nord di un'Alaska improbabile, vengono a lui donne da ogni parte del paese, attirate da un particolare profumo che emana, come spiegherà in 3.2. Curiosamente è anche l'unico "sacerdote" del posto, ordinato dalla "Chiesa mondiale della Verità e della Bellezza" (nell'originale Universal Life Church) dopo aver risposto ad un'inserzione sulla rivista Rolling Stone.
Prima stagione
A causa della sua originale programmazione radiofonica, Chris ha un rapporto non sempre idilliaco con il suo datore di lavoro, Maurice Minnifield, anzi, viene bruscamente licenziato dopo aver parlato al microfono dell'omosessualità di Walt Whitman, ma anche prontamente riassunto a furor di popolo (Orgoglio del Nord). Maurice gli propone addirittura di diventare il suo erede, quando riceve la notizia della morte del fratello Malcolm, suo unico parente. Chris accetta la proposta con la sua abituale leggerezza e disponibilità, ma altrettanto rapidamente vi rinuncia, quando si rende conto che Maurice non vuole un figlio, ma piuttosto vuole trasformarlo in una sua copia più giovane (Perché la vita continui). Alla soglia dei trent'anni scopre di avere un fratellastro. Quando gli strani effetti sulla psiche e sui sogni causati dall'aurora boreale spingono a Cicely l'afroamericano Bernard, con cui si trova subito in una sorprendente sintonia, tanto da arrivare a fare lo stesso sogno, Chris scopre di condividere con il nuovo arrivato non solo la stessa data di nascita, ma anche lo stesso padre, non a caso presente ad anni alterni ai loro compleanni, che ha avuto due vite e due famiglie (quando scoprono la verità, i due non lo definiscono un "bigamo", ma un "uomo che viaggiava") (L'aurora boreale: una favola per adulti).
Seconda stagione
La caduta di un albero sulla sua roulotte lo costringe a vivere tutto l'inverno nella stazione radiofonica. La vista di una bellissima donna lo priva della voce. In mancanza di cure, con lo sconcerto del dottor Fleischman, per recuperarla deve fare l'amore con la donna più bella del villaggio. Maggie accetta di aiutarlo, ma poi non se la sente di arrivare fino un fondo: un bacio è comunque sufficiente per ottenere l'effetto voluto (Come nelle favole). La "febbre di primavera", in attesa del disgelo, lo spinge ogni anno a compiere una serie di furti. Stavolta si tratta di apparecchi radio e viene scoperto da Ed, al quale spiega che almeno una volta ogni tanto sente il bisogno di esprimere il proprio spirito selvaggio e di fare qualcosa di sbagliato, di cattivo, per sentirsi vivo (Febbre di primavera).
Terza stagione
Periodicamente gli capita di emanare un odore che attrae in modo irresistibile tutte le donne (e pure qualche uomo). Stavolta però c'è una donna che sembra non provare alcun interesse per lui, l'oculista itinerante Irene, e finisce per esserne completamente ossessionato. È ben consapevole che non si tratta di amore, ma di narcisismo, del desiderio di possedere quello che non si può avere (mentre non riesce ad avere rapporti con le molte, belle donne a sua completa disposizione). Quando Irene parte da Cicely, anche il suo odore afrodisiaco scompare (L'oggetto dei desideri). Ricevuta dal fratellastro Bernard una parte dell'eredità paterna, suggestionato da alcuni vividi sogni decide di utilizzarla per un viaggio in Africa, ma poi si rende conto di aver scambiato in qualche modo la vita onirica con l'altro (Visite impreviste). È quindi Bernard a partire, alla riscoperta delle proprie origini ancestrali, ma al suo ritorno la loro incredibile sintonia spirituale è sparita e Chris si ritrova completamente "fuori fase", tanto da non riuscire a parlare senza invertire frasi e parole. Per ritrovare l'equilibrio, sarà sufficiente disfarsi di un amuleto africano che Bernard ha riportato con sé dal viaggio (Fa parte del gioco). La temporanea sosta a Cicely di una compagnia circense permette a Chris di mettere alla prova le sue conoscenze di filosofia e fisica quantistica con un illusionista ex professore universitario (A dire il vero). Autentico cultore dei bar quali luoghi dove trascorrere le proprie serate, capace di sprofondare nella malinconia se privato anche per pochi giorni di questo indispensabile punto di riferimento (Sei uno di noi), grazie all'offerta di Holling di diventare soci sperimenta anche "l'altro lato del bancone". All'iniziale entusiasmo, benefico per gli affari ma deleterio per Holling, subentra la consapevolezza che essere proprietario, invece che cliente, gli ha tolto tutto il piacere, quindi preferisce ritornare alla situazione precedente (Se ascoltassimo gli alberi). Un suo progetto di performance art, lanciare una mucca con una catapulta, viene frustrato dalla scoperta che qualcosa del genere è già stato fatto in un film dei Monty Python, ma una circostanza drammatica, l'incendio della casa di Maggie, gli permette di dare un senso nuovo alla sua idea: ad essere lanciato non è più l'animale, ma un pianoforte sopravvissuto alle fiamme (Non arrendersi mai). Le prime regolari elezioni per il sindaco di Cicely sono un avvenimento esaltante per Chris, sentito in modo particolare perché in passato a causa della violazione della libertà vigilata è stato privato del diritto di voto. Non può quindi votare, ma partecipa comunque all'evento, presentandosi ai seggi con un aspetto del tutto nuovo, capelli corti, sbarbato e abito formale (Il dado è tratto).

### Holling Vincoeur
Holling Vincoeur è interpretato da John Cullum.È presente in 93 dei 110 episodi complessivi.
Nato nel 1929 nello Yukon (o in Québec, vi sono episodi divergenti in merito), è l'ultrasessantenne proprietario del The Brick, unico bar ristorante e centro della vita sociale della piccola Cicely, Alaska. Ultimo rampollo di una famiglia nobile francese decaduta, i de Vincouer, ramo della famiglia reale francese, Holling discende direttamente da Luigi XIV di Francia. Fu il suo bis-bisnonno Claude a trasferirsi in Canada, dopo che lui e i suoi precedenti familiari ebbero dilapidato tutta la fortuna della famiglia. Holling abbandona il passato aristocratico, simbolicamente togliendo il "de" dal cognome, e passa alcuni anni da trapper. Ha vissuto talmente tanto tempo nel bush che ha assunto il bioritmo dei caribù e periodicamente sperimenta la fregola, l'essere in calore (6.23). Nel 1958 manifesta contro la trasformazione dell'Alaska da Territorio a Stato dell'Unione, per poi festeggiarne la costituzione versando vernice d'oro del fiume Chena. Per coerenza coi suoi ideali, comunque, si rifiuterà di pagare le tasse per più di 30 anni, fino a 3.11. Nell'estate del 1984, è stato quasi ucciso da un orso chiamato Jesse (il ricordo del loro incontro sono 133 punti sulla sua schiena). Lo ricucì una donna indiana che gli diede da mordere il bordo del tavolo. In seguito, nel 1988, a causa di un incubo ricorrente nel quale gli animali da lui uccisi, in particolare gli orsi, puntano i fucili contro di lui, capisce la slealtà della caccia, e da quel momento sostituisce il fucile con la macchina fotografica. Di carattere mite, amabile, tranquillo, tende a non esprimere all'esterno i sentimenti negativi, per questo il suo disagio psicologico si manifesta in dolorosi problemi muscolari al collo. Ama il nuoto, la fotografia e i frutti di mare freschi. Durante il disgelo prova un irrefrenabile voglia di picchiare qualcuno, di "sentire un mucchio di denti sbriciolarsi sotto il pugno". Holling ricopre anche da molti anni l'incarico di sindaco di Cicely, per consuetudine e non per elezione, ma si tratta di una responsabilità minima, che prevede ben pochi impegni effettivi, come presiedere i consigli cittadini. Convive con Shelly Marie Tambo, appena ventenne, che potrebbe essere sua nipote, ma la grande differenza d'età non è un problema per nessuno dei due, sinceramente innamorati l'uno dell'altro. Anzi, poiché gli uomini della famiglia Vincoeur sono particolarmente longevi mentre le donne muoiono giovani, la maggior preoccupazione di Holling è quella di sopravvivere a Shelly e dover poi trascorrere molti anni di vedovanza. La loro relazione è causa della rottura della profonda amicizia tra Holling e Maurice Minnifield, Shelly precedentemente era infatti la donna di Maurice. Dopo almeno un anno di completo silenzio fra i due vecchi amici, all'inizio della serie comincia il reciproco riavvicinamento, non scevro da continue tensioni. Sull'arrivo in Cicely di Shelly esistono almeno tre versioni, ognuna per ognuno dei tre interessati. Secondo Holling (3.2) era un martedì, e il locale era pieno di gente. Maurice entrò al The Brick, e con lui, dietro, Shelly, la sua nuova conquista. A Holling il cuore batté subito forte forte; fece di tutto per nascondere la sua emozione, ma sentiva lo sguardo di lei su di sé. Maurice nel frattempo si pavoneggiava come un gallo nel pollaio. Shelly, stanca del viaggio, aveva mal di testa, e cercava di aprire un flacone di aspirina, ma non ci riuscì, e chiese aiuto a Holling. Galeotto fu il flacone: nacque così il loro grande amore.
Le versioni di Shelly e Maurice sono nelle rispettive pagine.
Prima stagione
Il riavvicinamento con l'ex migliore amico Maurice, dopo due anni di rottura, iniziato alla festa d'estate (Tutto qui?... Il resto arriverà), è sancito dall'assenso di Maurice a cantare durante il suo matrimonio con Shelly. Ma si tratta di un matrimonio mancato perché Holling, benché abbia proposto a Shelly di sposarla quando ha scoperto che è incinta, per ben due volte si tira indietro di fronte all'altare, incapace di affrontare un simile impegno per la vita in considerazione della longevità degli uomini della sua famiglia (La sposa che non si sposa).
A mettere in crisi il rapporto con Shelly è la scoperta che la ragazza in precedenza si è già sposata, con il coetaneo Wayne, giocatore di hockey, che ora si presenta a Cicely chiedendole prima il divorzio, poi addirittura di tornare con lui. Ma Shelly ha già fatto la propria scelta (Sesso, bugie e il film di Ed).
Holling si ritrova poi a dover affrontare un fantasma del proprio passato, l'orso Jesse, ma il suo presente, monopolizzato dalla passione amorosa, gli impedisce di ritrovare in sé lo spirito del cacciatore di un tempo (Perché la vita continui).
Seconda stagione
Ha la malaugurata idea di regalare un'antenna satellitare a Shelly per permetterle di vedere canali televisivi da tutti il mondo: la ragazza ne diventa dipendente al punto da non dormire più e spendere tutti i loro risparmi con le televendite (Epilogo d'amore).
Messo in crisi da un commento di Shelly sul fatto che il suo "Johnny" sia diverso da quello di tutti gli altri uomini avuti in precedenza, decide di farsi circoncidere per sentirsi più vicino alla giovane compagna. Un espediente del dottor Fleischman gli permette però di non sottoporsi al doloroso intervento, mantenendo intatta agli occhi di Shelly la propria figura di uomo tutto d'un pezzo (Amore è...).
La "febbre di primavera", in prossimità del disgelo, gli causa l'insopprimibile bisogno di fare a botte con qualcuno, ma nessuno vuole prestarsi all'ingrato compito. Trova però la disponibilità della mascolina poliziotta sergente Barbara Semanski per un incontro di boxe, durante il quale i ghiacci si rompono e lui perde qualsiasi desiderio bellicoso proprio nel momento sbagliato, finendo al tappeto (Febbre di primavera).
Il suo incontro con una vecchia amica, con cui ha condiviso esperienze importanti decenni prima, causa la gelosia di Shelly, che vuole sentirsi la sua compagna a tutti gli effetti, non solo a letto (Alta strategia).
Terza stagione
Il rapporto sentimentale con la giovane Shelly è solido, ma ha qualche breve episodio di crisi.
La reazione negativa di Holling alla scoperta del corpo del francese napoleonico Pierre viene male interpretata da Shelly, che teme di essere sterile e di poter essere abbandonata per questo, come Giuseppina Bonaparte. Holling, per dissipare i suoi timori, è così costretto a rivelare il vergognoso segreto sul suo passato: discende da una nobile famiglia francese, i De Vincoeur, i cui membri nel corso delle generazioni si sono macchiati delle peggiori infamie; per distaccarsi dagli sgraditi antenati ha lasciato il Canada, ha cambiato il proprio cognome e non vuole avere figli, perché la famiglia si estingua con lui (Una porta aperta sul passato).
Un'osservazione apparentemente innocua sui piedi di Shelly, insolitamente grandi, causa una temporanea rottura, perché lei teme che sia il proprio segno della fine dell'innamoramento. Holling riesce a convincerla a tornare da lui dichiarandole tutto il proprio amore, superiore a qualsiasi dettaglio trascurabile (A dire il vero). A Natale, quando lei esprime la propria frustrazione per l'assenza a Cicely dei riti cristiani, a favore del sincretismo con le locali tradizioni indiane, ha occasione di dimostrarle i propri sentimenti cantando per lei l'Ave Maria in latino (Buon Natale, Cicely).
L'entusiasmo con cui Shelly organizza il matrimonio di Eve lo fa sentire particolarmente in colpa per non averla sposata (anzi, per averla abbandonata all'altare), ma lei lo rassicura sul fatto che è soddisfatta della loro situazione e non ha intenzione di cambiarla (Coppie in crisi).
Invece il rapporto con il vecchio amico Maurice rischia di interrompersi di nuovo, com'era successo a causa di Shelly, quando l'ex astronauta si convince che Holling, al quale ha chiesto di fargli una foto per un museo, l'abbia voluto far apparire di proposito ridicolo. Il nuovo risentimento fa emergere quello vecchio ed entrambi raccontano la propria versione di come sia andata all'epoca, ma è la ragazza contesa a rivelare come si siano effettivamente svolti i fatti (L'oggetto dei desideri).
Tre eventi luttuosi colpiscono Holling in diverso: la morte di un vecchio compagno di caccia costringe lui e Maurice ad un impegnativo viaggio nella natura selvaggia per seppellirne il corpo in un luogo remoto, come promesso, un'esperienza che li avvicina ma fa anche emergere gli acciacchi dell'età (Il richiamo della foresta); la morte dell'ultracentenario zio Charlie lo fa sprofondare in un'insolita crisi di mezz'età a sessant'anni passati, giustificata dalla longevità degli uomini Vincoeur. Si ubriaca per giorni, finché Shelly e gli amici non riescono a fargli superare questo sbandamento (Gli ultimi flauti indiani); la morte dell'orso Jesse, probabilmente per vecchiaia, lo priva di uno storico avversario e soprattutto di un obiettivo ideale (Il bambino che è in tutti noi). Infine, ha anche modo di rievocare una scomparsa che appartiene al passato, quella di una donna che era stata importante per lui, cercando con il telescopio la stella che le aveva regalato all'epoca e che non è mai riuscito a vedere (Sei uno di noi).
Per pagare una multa ricevuta per non aver mai pagato le tasse, chiede a Chris di diventare socio del Brick, ma non sopporta i cambiamenti apportati dal giovane dj, malgrado siano positivi per gli affari, ed arriva a pensare di poter lasciare tutta l'attività all'altro, ma è Chris a rinunciare per primo all'esperimento, che non l'ha soddisfatto come pensava (Se ascoltassimo gli alberi).
Del tutto inaspettatamente, il suo incarico di sindaco di Cicely è messo in discussione da una concittadina insoddisfatta, Edna Hancock, che lo sfida in regolari elezioni. Holling, che non aveva mai preso troppo sul serio quella responsabilità pubblica, si ritrova costretto suo malgrado a farsi coinvolgere dalla competizione e a venir meno alla sua abituale bonarietà. Accoglie con evidente disappunto la propria sconfitta (di misura, 255 voti a 247) (Il dado è tratto).

### Shelly Marie Tambo
Shelly Marie Tambo è interpretato dall'attrice Cynthia Geary. È l'unico personaggio della serie presente in tutti i 110 episodi.
Originaria di Saskatoon, è una ragazza bella e simpatica, ma piuttosto "sempliciotta". Ama i gruppi rock come Aerosmith e Guns N' Roses, il film preferito è Terminator.
Ha un atteggiamento spontaneo e ingenuo nei confronti della realtà che la circonda, vivendo senza porsi troppo domande.
Groupie della squadra di hockey locale, va fuori di casa all'età di 14 anni.
Si sposa a 18 anni con Wayne Jones, ma è un matrimonio i cui sentimenti finiscono abbastanza in fretta, seppur il divorzio avverrà in 3.3.
Nel 1988, vincitrice del concorso di bellezza "Miss Passaggio a Nordovest", viene portata a Cicely, Alaska, da uno dei giudici, rimasto infatuato di lei, l'imprenditore locale Maurice Minnifield, col quale starà appena quindici giorni. A Cicely, infatti, si innamora in breve, ricambiata, di Holling Vincoeur, ultrasessantenne proprietario del bar ristorante The Brick e miglior amico di Maurice. La grande differenza d'età non è un problema per nessuno dei due, sinceramente innamorati l'uno dell'altro.
Sull'arrivo in Cicely di Shelly esistono almeno tre versioni, ognuna per ognuno dei tre interessati.
Shelly racconta (3.2) che lei e Maurice avevano viaggiato tutto il giorno. La marmitta della macchina era bucata e quindi faceva molto rumore, e alla ragazza alla fine venne un gran mal di testa (successivamente confessò a Maurice che questo mal di testa le veniva ogni volta che stavano insieme, come se fosse sintomo dei sentimenti che lei provava per lui). Maurice le presentò Holling, ma lei non ci fece molto caso, presa com'era nel tentativo di aprire un flacone di aspirina. I due uomini subito si dimenticarono di lei, presi nel salutarsi e raccontarsi gli ultimi accadimenti. Ad aprire il flaconcino l'aiutò quindi Dave, il cuoco.
Le versioni di Holling e Maurice sono nelle rispettive pagine.
Prima stagione
Quando scopre di essere incinta, Holling propone di sposarla, ma per ben due volte l'abbandona all'altare, per poi confessarle che per quanto lei sia la cosa più bella che gli sia mai capitata nella vita, non vuole sposarsi, ma continuare così com'è stato finora, senza bisogno di un impegno per la vita (La sposa che non si sposa).
La scoperta di non essere affatto incinta, ma di avere invece una gravidanza isterica, è accompagnata dall'arrivo a Cicely di Wayne Jones, giocatore di hockey, con il quale lei si era sposata qualche tempo prima, in una notte di euforia alcolica. Per quanto il "marito" sia venuto solo per chiederle in divorzio (anche se poi, rivedendo Shelly, prende in considerazione la possibilità di tornare insieme), per Holling è un brutto colpo sapere che non solo ha sottratto la donna al suo miglior amico, ma si tratta per di più di una donna sposata. È solo una crisi passeggera, perché Shelly non ha alcuna intenzione di lasciare Holling (Sesso, bugie e il film di Ed).
La sua presenza impedisce provvidenzialmente che Holling, abbandonata da anni la caccia, debba riutilizzare il proprio fucile e affrontare una sua vecchia conoscenza, l'orso Jesse (Perché la vita continui).
Seconda stagione
Holling le regala un'antenna televisiva satellitare che la rende teledipendente al punto da non dormire più e da buttare tutti i risparmi con le televendite. Solo dopo essersi confessata con Chris (la persona più simile ad un sacerdote, nella piccola Cicely), riesce ad ammettere il proprio problema e a superarlo (Epilogo d'amore).
È molto lusingata quando Holling decide di circoncidersi per essere più vicino ai suoi desideri, anche se poi non si sottopone effettivamente all'intervento (Amore è...).
La "febbre di primavera" le causa un innaturale bisogno di leggere (preferirebbe perfino lavare i piatti, se potesse scegliere) (Febbre di primavera).
L'incontro di Holling con una vecchia amica, con la quale condivide importanti esperienze che risalgono a ben prima della sua nascita, la rende gelosa, ma soprattutto desiderosa di avere un rapporto sentimentale più completo, che vada al di là della pura attrazione fisica. Holling però la rassicura del fatto che è pienamente soddisfatto della loro relazione così com'è (Alta strategia).
Terza stagione
Il rapporto sentimentale con Holling è solido, ma ha qualche breve episodio di crisi.
Quando viene scoperto il corpo del francese napoleonico Pierre, suggestionata dalla vicenda di Giuseppina Bonaparte raccontatale da Chris teme di essere sterile e di poter essere abbandonata per questo. Scopre però di aver interpretato nel modo sbagliato la reazione negativa di Holling, il quale in realtà nasconde un segreto sul suo passato, per lui particolarmente penoso: discende da una nobile famiglia francese la cui storia è segnata dall'infamia e non vuole avere figli perché questa si estingua (Una porta aperta sul passato).
Lascia Holling in seguito ad un'osservazione apparentemente innocua sui suoi piedi, insolitamente grandi, perché la trova offensiva nei propri confronti e segnale preoccupante sulla fine dell'innamoramento. Decide di tornare sui propri passi sia perché lui riesce a riconquistarla dichiarandole nuovamente il suo amore, sia perché non le piace per nulla la vita da single prospettatale da Maggie, a casa della quale si è temporaneamente trasferita (A dire il vero).
A Natale soffre in modo particolare l'assenza dei riti cristiani a Cicely, dove prevale la tradizione indiana del Corvo, ma Holling la rincuora cantando solo per lei l'Ave Maria in latino (Buon Natale, Cicely). A sua volta, aiuta Holling a superare una tardiva crisi di mezza età, causata dalla morte dello zio centenario Charlie, allestendo uno spettacolo di burattini (Gli ultimi flauti indiani).
Organizza con entusiasmo il matrimonio della ritrosa Eve con Adam, causando un pesante senso di colpa in Holling, che per ben due volte le ha proposto di sposarsi per poi tirarsi indietro all'ultimo momento, ma gli spiega che non rimpiange di non essere sposata, semplicemente è una "tifosa di matrimoni" (Coppie in crisi).
Non solo non sposa Holling, ma finalmente divorzia dal giocatore di hockey Wayne. All'inizio fatica ad accettare la richiesta della sua migliore amica, Cindy, che è diventata la nuova compagna di suo "marito" e che sembra aver "rubato" la sua vita di un tempo, ma poi capisce che quello è solo il suo passato e non ha nulla da rimprovare all'amica. Così come il matrimonio era stato improvvisato, al termine di una notte di festeggiamenti post-partita, così anche il divorzio è piuttosto anticonvenzionale, alla radio, con Chris come "celebrante" (A tutto c'è rimedio).
Riceve anche la visita di sua madre Tammy, che si è sempre comportata come una sua coetanea, costringendola addirittura a farle da sorella maggiore, ed ora le presenta il suo nuovo compagno, poco più che ventenne (Genitori... esemplari).

### Ed Chigliak
Ed Chigliak (pronunciato cighliak, con C dolce [t̠ʃ] e G dura [G]) è un personaggio della serie televisiva Un medico tra gli orsi, interpretato dall'attore Darren E. Burrows. È presente in 94 dei 110 episodi complessivi.
Figlio di una madre bianca e di un padre nativo americano, è stato abbandonato dai genitori e cresciuto da una tribù indiana del clan degli orsi. È tlingit, ma parla anche inuit (2.4).
Terminati gli studi, lavora come tuttofare per Maurice Minnifield e dà una mano anche a Ruth-Anne Miller nel suo emporio. È una presenza costante della vita della comunità di Cicely.
Di carattere amabile, completamente indifferente alle convenzioni sociali, è apprezzato da tutti i suoi concittadini e diventa una sorta di guida alla vita nel Grande Nord per il dottor Joel Fleischman.
Appassionato di cinema, Ed è amico di penna di molti registi, ” Marty” Scorsese, Woody, Steven (di cui possiede il cappello). Conosce anche Robert Carmine, cugino di Francis Ford Coppola, e la nonna di Woody (da 2.6 possiede anche il kippah del nonno). Ma nella sua produzione artistica è influenzato molto da Louis Malle. comincia la propria carriera di regista scrivendo un film documentario su Cicely. Preferisce i 16 millimetri; la sua fedele compagna è una reflex Bolex.
È anche un apprendista sciamano, ma questa sua vocazione, pur sviluppandosi fin dall'inizio del serial, si conferma definitivamente solo in 5.1.
Non riesce comunque a portare avanti nessuna di queste sue due grandi passioni, principalmente perché non ha per nulla fiducia in se stesso, rifugiandosi nella figura del tuttofare lavorando per Maurice e Ruth-Anne. L'amico regista Peter Bogdanovich, venuto a Cicely per lui in 5.7, lo getta in una profonda crisi: chi è veramente Ed Chigliak? Grazie allo sciamano-guida Leonard, Ed scopre che può conciliare il cinema e la medicina in un'unica professione.
Un precedente risale a 2.1, dove, senza saperlo, sfrutta uno strumento psicodrammatico, la tecnica di teatralizzazione del dramma, per aiutare il dottor Fleischman a superare un lutto.
Prima stagione
Quando a Cicely arriva una troupe di studenti di cinematografia per realizzare un documentario sul defunto "Soapy" Sanderson, eremita con un passato da professore universitario, Ed ne segue le riprese e decide di mettere in pratica la propria passione per il cinema provando a fare il regista (L'Alaska non è in vendita).
Realizzare la sceneggiatura del suo primo film non è facile e riesce a sbloccarsi solo quando capisce che deve scrivere di ciò che conosce: se Woody Allen può scrivere meglio di chiunque altro di New York, lui può scrivere dell'Alaska (Sesso, bugie e il film di Ed).
Già accanto ad Holling Vincoeur diversi anni prima quando il cacciatore aveva affrontato per la prima volta l'orso Jesse, lo accompagna in una nuova battuta di caccia per chiudere i conti con la bestia. Ma mentre Holling è più interessato a divertirsi chiuso nella tenda con la giovane compagna Shelly, è proprio Ed stavolta ad affrontarlo, anche se solamente con la macchina fotografica (Perché la vita continui).
Seconda stagione
Aiuta il dottor Fleischman a superare la dolorosa rottura della relazione sentimentale con Elaine inscenando l'epilogo della loro storia d'amore, coinvolgendo Maggie e Holling (Epilogo d'amore).
Alla ricerca di maggiori informazioni sui suoi genitori, che l'hanno abbandonato appena nato, è aiutato da uno spirito guida, "Quello che aspetta", un indiano vissuto due secoli prima. Malgrado l'assistenza ultraterrena, non riesce a sapere molto di più di quanto già non sapesse, ma forse incontra casualmente e aiuta a sostituire una gomma dell'auto proprio suo padre, di nome Smith (Come nelle favole).
Durante i giorni della "febbre di primavera" causata dall'imminente disgelo, indaga sulla misteriosa serie di furti di apparecchi radio e scopre che il responsabile è Chris Stevens, che almeno una volta l'anno vuole esprimere il suo lato più selvaggio e fare qualcosa di male (Febbre di primavera).
Si innamora per la prima volta. L'oggetto della sua passione è la coetanea Lightfeather (Penna leggera) Duncan. Per conquistarla si serve dell'abilità con le parole di Chris, le cui lettere appassionate gli permettono di entrare nel cuore (e nell'intimità) della ragazza, ma lei scopre presto la verità. Così, nel giro di pochi giorni, scopre gli estremi dell'esperienza amorosa, dall'estasi dell'innamoramento alla sofferenza dell'abbandono (Guerra e pace).
Terza stagione
In difficoltà con la realizzazione del suo primo film, sulla vita a Cicely, vorrebbe rinunciare, ma con l'aiuto del dottor Fleischman e di "nonna Woody" (la nonna di Woody Allen) riesce a terminarlo e ad organizzarne la (prima ed ultima) proiezione per i suoi concittadini (Noi animali).
Manda la sceneggiatura di un nuovo film ad un produttore hollywoodiano, da cui riceve un giudizio negativo. Ruth-Anne lo convince a non abbattersi per questa piccola difficoltà ed a continuare a seguire con il massimo impegno il proprio sogno (Una porta aperta sul passato).
La sua completa apertura verso gli altri lo porta a provare un particolare turbamento alla scoperta dell'età avanzata di Ruth-Anne, per la quale organizza una festa a sorpresa per il suo 75º compleanno (Istinti primordiali).
Gira un documentario su Ira Wingfeather, l'ultimo artigiano di flauti indiani tradizionali, ma finisce per capire che invece di testimoniare la fine di un'arte può apprenderla e portarla avanti in prima persona (Gli ultimi flauti indiani).
La responsabilità di votare per la prima volta, nelle elezioni per il sindaco, gli causa uno stress mai provato prima (Il dado è tratto).
Nell'episodio Sei uno di noi Ed fa da guida spirituale a Joel, che viene adottato da una tribù indiana. Inizia così, un po' in sordina, lo sviluppo della vocazione sciamanica di Ed.
Quarta stagione
Aiuta Maggie a far pace col suo passato (Buon compleanno Maggie).
Quinta stagione
Nel primo episodio Ed viene chiamato: inizia la sua vera vocazione, diventare sciamano.

### Marilyn Whirlwind
Marilyn Whirlwind è uno dei personaggi della serie televisiva Un medico tra gli orsi, interpretato dall'attrice Elaine Miles. È presente in 54 dei 110 episodi complessivi.
Nativa americana Tlingit, Marilyn è un importante membro della locale comunità indiana, apprezzata danzatrice tradizionale (è chiamata "la donna dalle caviglie che tintinnano" in 1.6).
All'arrivo a Cicely del dottor Joel Fleischman, si è autonominata sua assistente. Incredibilmente taciturna, dall'espressione imperscrutabile e dall'enigmatico sorriso, è l'esatto opposto del medico newyorkese, nervoso e logorroico, e con il suo atteggiamento ne causa spesso moti di frustrazione (ad esempio, quando gli passa le telefonate dicendo che sono sulla linea 1, e lui regolarmente obietta che c'è una sola linea).
Oltre al lavoro di infermiera ha numerose altre attività saltuarie e hobby: suona il piano, tiene corsi di maglia, di galateo, di danza, di scrittura.
Prima stagione
Quando Cicely viene colpita improvvisamente da un'epidemia influenzale, contro la quale il dottor Fleischman non può fare assolutamente nulla, tanto da veder sfumare, impotente, il proprio weekend romantico con la fidanzata Elaine, è Marilyn a risolvere la situazione, con un rimedio tradizionale indiano (Un rimedio naturale).
Terza stagione
Marilyn alleva con successo degli struzzi, che producono uova enormi. Quando Maurice lo scopre, le propone di entrare in società, ma la cosa non funziona, perché gli animali apprezzano la presenza di Marilyn, mentre reagiscono negativamente a quella di Maurice (Noi animali).
Una compagnia circense di passaggio è costretta a fermarsi a Cicely per riparare il proprio mezzo di trasporto. Uno degli artisti del circo, l'"uomo volante" Enrico Bellati, corteggia con il suo fascino silenzioso Marilyn, che ne è lusingata e forse ricambia anche i sentimenti, ma respinge la sua proposta di partire con lui, perché non se la sente di abbandonare casa, famiglia, amici e lavoro per l'incertezza di una vita costantemente in viaggio ed un ambiente a cui non appartiene (A dire il vero).
In assenza del dottor Fleischman, a Juneau per un convegno medico, a sua insaputa Marilyn ne fa le veci, senza problemi (Fa parte del gioco).

### Ruth-Anne Miller
Ruth-Anne è la settuagenaria proprietaria dell'emporio di Cicely. Interpretata da Peg Phillips, è atea e vedova.
È originaria del Kansas, fuma (imparò a fumare prima di andare in bicicletta e ai tempi di Eisenhower fumava tre pacchetti di sigarette al giorno, ma attualmente una ogni due ore), è una donna tutta d'un pezzo, il suo parere è spesso tenuto molto in considerazione.
Nonostante la sua età (75 anni in 3.8) è notevolmente attiva, cosa che attribuisce ai suoi geni: la nonna Gert morì a 99 anni. Ma la nonna Ila morì a 50 per un incidente di ballo: stava ballando con gli zoccoli e, cadendo, gli zoccoli le sbatterono in testa, causandole un'emorragia intracranica velocemente mortale. Il marito, nonno Erv, la volle seppellire coi suoi zoccoli. Ruth-Anne piange quando sente suonare la polka.
Era sposata con Bill, ” una brava persona”. Pochi giorni dopo il loro matrimonio i giapponesi attaccarono Pearl Harbor, e Ruth-Anne si arruolò con le ausiliarie, finendo a impacchettare paracadute in una base aerea vicino a Manchester. Bill, invece rimase a casa, a Portland, perché da bambino si ammalò di febbri reumatiche. Ruth-Anne ebbe una relazione con un pilota inglese, che avrebbe sicuramente sposato, divorziando da Bill, se il soldato non venisse in seguito ucciso in una missione mentre volava su Amburgo.
Ruth-Anne e Bill ebbero successivamente due figli: Matthew e Rudy. Durante le vicende del serial, Ruth-Anne racconta che il primo è un broker di Atlanta di successo, mentre Rudy un camionista che vive nel Maine, a Portland, e scrive poesie pastorali. Ruth-Anne è più affezionata a questi, il secondogenito artista, non apprezzando la scelta di vita di Matthew.
Nel 1971, morto il marito, si rifugia in Alaska, poiché, si viene a sapere in 5.9, suo nonno, tale Robert Hayes, fu uno dei pionieri che colonizzarono questa terra, vivendo spesso come trapper.
A Cicely gestisce l'unico emporio, che è anche centro postale, libreria, videoteca, archivio storico della città. Il locale appartiene a Maurice, ma verrà in seguito da lei acquistato.
Negli ultimi episodi avvia una spensierata relazione con Walt Kupfer, un cicelyano trapper con passato da attivo broker in Manhattan.

### Adam
Adam è un cuoco, presente in 18 episodi, ed è impersonato da Adam Arkin. Adam è un eccentrico e ottimo cuoco, quacchero, bugiardo fino all'inverosimile, misantropo e ostile a tutti, soprattutto se riceve dei complimenti sulle sue opere culinarie, odia le scarpe e gira scalzo, non ha cura dell'igiene personale e vive in una baracca. Adam ha avuto un passato oscuro nei corpi militari degli Stati Uniti. Era in Vietnam durante la guerra. Faceva il cuoco a Saigon. Passò tre anni in prigione.
Lavorò nel Five Flavors Cafè di New York, alla periferia di Manhattan. Il cuoco del locale, Jojo Tsueng, col quale studiò a Buffallo all'Accademia del Buongusto (Bremen Institute, nell'originale), gli rubò la ricetta della fricassea che fu anche recensita da Vanity Fair. Di qualsiasi località si parli ha aneddoti da raccontare e locali o ristoranti da consigliare (in 3.7 cita a Mombasa il ristorante di tale Utari, al quale deve tutto quello che conosce sulla tapioca, mentre a Dar es Salaam sconsiglia Morolo's, elogiando da Louie).
Fu coinvolto nell'Irangate.
Misantropo, trascorre alcuni periodi dell'anno come eremita nella foresta, il periodo più lungo forse è di quindici anni, a suo dire. Inizialmente, a causa del mistero col quale lasciava avvolgere le sue incursioni a Cicely, nonché il fatto di non calzare mai scarpe sui suoi effettivamente grandi piedoni, viene considerato dagli abitanti di Cicely come una figura mitica, una specie di bigfoot locale, un essere mitologico che causa, però, eventi molto particolari, come furti di libri di cucina.
Incontrò la futura moglie Eve alla presentazione di un libro. In quel periodo Eve lavorava come pubblicitaria, e aveva una commessa da parte della casa editrice Knopf. Lui le raccontò che stava lavorando per un gruppo di ricerca dell'ONU il cui scopo era quello di selezionare un riso resistente alla siccità. Lei lo seguì a casa sua e lui le preparò lo zabaione. Successivamente, a Eve, Manhattan le parve troppa pericolosa per la sua psiche, e così decise di trasferirsi anche lei in Alaska.
Una volta offrirono ad Adam un lavoro a la Tour d'argent, famoso ristorante di Parigi, ma Eve non volle andare perché, a suo dire, ” i francesi fanno stare i cani a tavola”.
Adam viene scoperto da Joel in 1.8 e si mostrerà definitivamente al resto della città in 3.7, divenendone un membro effettivo, in particolare apprezzato cuoco.
In 1.8 nessuno crede che Joel abbia davvero incontrato il bigfoot Adam, né tanto meno che questi sia un uomo, un fine cuoco, oltretutto. Il dottore porta allora, sul luogo dove avrebbe dovuto trovarsi la tenda di Adam, Ed e Maggie, per convincerli della sua scoperta. Ma Adam è scappato, probabilmente perché non voleva farsi riconoscere, portandosi via tutto (ivi dimenticando, a sua testimonianza, solo uno spremiaglio). Poi in 3.1 afferma che scappò così precipitosamente da Cicely perché doveva spostarsi a Fiesole, dove avrebbe dovuto iniziare un corso per imparare a cucinare gli spaghetti, nonché per incontrare sua moglie, che tornava da Baden-Baden dove si era recata per fare i "bagni termali". Si scopre così che ha una donna, che si chiama, tra l'altro, buffo gioco del destino, Eve, con la quale fa coppia da nove anni.
Sempre in 3.1 Adam porta il dottor Fleischman nel loro pied-à-terre per un consulto, ma, approfittando di una temporanea (un giorno) assenza di Adam, Eve addirittura sequestra Joel legandolo con le catene, perché, a suo dire, ha bisogno della presenza costante di un medico al suo fianco.
Quando Adam torna, si scopre che il loro rapporto fa acqua da tutte le parti, e non fanno altro che litigare: lui è un inguaribile bugiardo (le raccontò di aver scoperto la tomba di Ramsete III nella Valle dei Re e di aver guidato le truppe ribelli alla conquista di Addis Abeba), lei è esageratamente ipocondriaca (butta la di lui eccellente zuppa di cervo solo perché cotta in una padella d'alluminio). Ma si amano: Joel tenta di far loro capire che sarebbe meglio che si lasciassero, sortendo invece l'effetto opposto.
Alla fine dell'episodio Adam partirà alla volta della Nuova Zelanda per la Kiwi Cup, regata di catamarani di 50 piedi, che il cuoco si diverte a disegnare.
In 3.7 Eve è a Ginevra, per farsi curare l'iperbilirubinemia, mentre Adam appare a Cicely, in cerca di soldi (100 U$D per l'assicurazione), che ottiene facendo il cuoco per qualche giorno al The Brick come scommessa con Holling. Dimostra così definitivamente a tutti il suo superiore talento culinario. Malgrado i suoi modi scorbutici, dà utili consigli tanto a Maggie che a Chris.
In 6.15, nel bel mezzo del mar di Bering, Adam si presenta a un esterrefatto Joel come Gustav, per non farsi riconoscere da non ben precisate spie.

### Eve
Eve è interpretato da Valerie Mahaffey. Moglie di Adam. Eve è ereditiera (3.22), cristiana scientista, affetta da sindrome di Munchausen: crede cioè di aver tutte le malattie possibili, si fa fare esami approfonditi e gira il mondo in cerca di qualche specialista medico che la possa aiutare (o che accondiscenda alle sue manie).

### Barbara Semanski
Barbara Semanski è interpretato dall'attrice Diane Delano. È sergente di polizia e ha un sofferto legame con Maurice Minnifield. Il sergente Barbara Semanski è una donna poliziotto dipendente dallo Stato d'Alaska, che vive con due massicci pastori tedeschi in un bungalow in mezzo alla foresta.
Compare per la prima volta in 2.5. Stava inseguendo un orso bruno, forse affetto dalla rabbia, che si aggirava per un camping, nel monte Sourdough, nelle vicinanze di Cordova, Alaska, quando viene mandata a 800 km di distanza, a Cicely, per il furto di un'autoradio. Viene subito rappresentata per quello che è: molto ligia al dovere, tanto che anche il benché minimo passo oltre le legiferate possibilità, la mette in obbligo a intervenire e, laddove necessario, multare l'opinabile trasgresore. Afferma di biasimare Maurice per il fatto che si fa forte delle proprie amicizie, per aver chiesto un trattamento di favore: ogni cittadino è uguale di fronte alla legge.
Si delinea subito la situazione: Maurice è da lei attratto, ma lei non approva proprio tutte le sue azioni, e la poca correttezza (anche fiscale) dell'uomo la tiene da lui spesso lontana.
In questa puntata Maurice è reso dalla cosiddetta "febbre di primavera", una sindrome da stress dovuta all'imminente disgelo, un po' mollaccione, in contrasto con la sua passata attività di astronauta e marines americano. Per tal motivo Barbara rifiuta le sue avances: "non posso rispettare un uomo che mi stira i pantaloni".
Anche Holling, sempre pacifico, è trasformato da questa febbre primaverile: in questo periodo dell'anno sente la necessità di fare a botte con qualcuno. Poiché tutti si rifiutano di misurarsi con lui, sarà la mascolina agente Semanski, campione di boxe della Polizia di Stato per tre anni di fila, ad accettare. Viene quindi preparato un ring nel locale, i due iniziano a combattere ma, proprio sul più bello, i ghiacci finalmente si rompono. Holling di punto in bianco perde la sua carica "meteopatica" e rifiuta di battersi con una donna, la quale, però, lo manda ko.
Maurice ne è innamorato. In 3.1 le vuole chiedere di sposarlo ma, dopo alcuni giorni di idillio, prima di avere la possibilità di dichiararsi, lei lo lascia, perché scopre che è un evasore fiscale e non può sopportarlo, a causa della sua assoluta vocazione per la legalità.
In 3.22 Maurice e Barbara Semanski si reincontrano quando lei deve consegnargli una querela da parte di un vicino.
In 3.5 Joel finisce in prigione per aver fatto il gioco delle tre carte davanti all'integerrima Semanski.
In 4.10 il sergente Semanski presenta a Chris un mandato di arresto dello Stato del Virginia Occidentale per aver violato la libertà vigilata.
In 5.13 il Maestro Calvin Ingraham (Simon Templeman), visibilmente fuori di sé, decide (su ingenuo consiglio di Ed) di attentare alla vita di Maurice. Per fortuna il tentativo fallisce. Verrà arrestato da Barbara e sottoposto ad esame psichiatrico.
In 5.14 Joel viene portato dall'agente Barbara al ranger Stan (impersonato da John Procaccino in 1.8, ma qui da Jimmie Ray Weeks) perché, dopo anni di lavoro in solitudine sulla torre di guardia anti incendi, sta per dare fuori di testa.
In 5.24 Maurice convince il dottor Carver (Bob Morrisey), del centro psichiatrico, a lasciargli per un giorno e una notte il violinista perché vuole che suoni a casa sua a cena, durante la festa a due del compleanno di Barbara. La cena passa meravigliosamente e la notte anche, ma al mattino si scopre che Cal è scappato. L'intransigenza del sergente Semanski verso anche le più piccole devianze dalla legge, anche se fatte a scopi buoni, non le permette di scusare Maurice. Ma vuole dargli un ultimatum: se entro le 18:00 ritrova Cal e lo consegna alla legge, la loro storia potrà continuare. Maurice si dà subito da fare. Si fa aiutare da Holling, che ha avuto passato da trapper e infatti in pochissimo tempo lo trova. Mentre Holling va a chiamare Barbara, Maurice si mette a dialogare tranquillamente con Cal, sentendosi in salvo. Ma capisce che Cal non è uno psicopatico che debba essere rinchiuso in un ospedale, e non è neanche solo un musicista, ma un uomo innamorato. Il non poter suonare ogni volta che vuole lo spoglia di ogni dignità. Maurice è sensibile a queste parole e, quando Barbara arriva, nega di aver trovato il fuggiasco. Barbara è sconvolta perché ora non è più solo una questione legale, ma un fatto fondamentale nella relazione amorosa tra lei e Maurice. Holling, che si sente inizialmente colpito nell'orgoglio di trapper, capisce al volo l'amico e conferma che forse può essersi sbagliato. Per la prima volta si sente la voce dell'ufficiale Barbara Semanski rotta da un inizio di pianto, mentre chiede più volte a Maurice conferma del fatto.
In 6.12 vuole vendere la sua casa, con l'aiuto di Maggie come intermediario immobiliare. Gli acquirenti più difficili sono Shelly e Holling.
In 6.13 la sergente Semanski torna a Cicely per ricercare Cal, il violinista fuggiasco. A causa di una sorgente d'acqua particolare tutte le donne di Cicely, la nostra compresa, assumono degli atteggiamenti sessuali molto violenti con i propri partner. Nonostante avesse precedentemente rotto di netto con Maurice non vuole altro che copulare con lui, dovunque e in qualunque momento. Quando la situazione in paese si normalizza, Barbara, tornata anch'essa lucida, fa capire che l'ipotesi di riallacciare rapporti con Maurice può non essere peregrina.
Finalmente in 3.22 il violinista Caldecott Evelyn Ingram si costituisce, andando direttamente da Maurice e dall'ufficiale Semanski. Barbara è contenta perché può finalmente rappacificarsi con Maurice, ma scopre di essere visceralmente attratta dalla musica che suona Cal, avendo difficoltà a distinguere ciò da una puerile attrazione fisica.
In 6.23 Maurice si è fatto costruire una residenza estiva che ha voluto chiamare Tranquility Base. Come spiegherà a Ed, è per sé e per i possibili futuri figli, poiché ha deciso di chiedere la mano di Barbara. Invita tutti i suoi amici, che rimangono indispettiti dal comportamento di Barbara: anche in questo momento di vacanza, pur non indossando l'uniforme, si comporta da poliziotto, requisendo per esempio alcol e coltelli a serramanico.

## Personaggi secondari
- Bernard Stevens

Interpretato da Richard Cummings Jr.. È il fratellastro afroamericano e "gemello spirituale" di Chris Stevens (nati lo stesso giorno, condividono lo stesso padre, che a loro insaputa ha avuto una doppia vita e due famiglie). Vive a Portland. Arriva a Cicely in 1.8, spaesato e senza molta coscienza del perché mai abbia d'impulso venduto tutto per comprare un'Harley e fatto migliaia di chilometri da Portland, dove vive, per raggiungere un villaggio sconosciuto in un posto inospitale come l'Alaska.
Fin dall'inizio qualcosa lo lega indissolubilmente a Chris Stevens: si scopre infatti che è suo fratello, figlio dello stesso padre, Abe Stevens, nato lo stesso giorno, il 3 luglio 1963. Tutta la famiglia Stevens ha una lunga tradizione di mariuoleria, ma Abe dev'essere stato probabilmente il primo del casato a fare qualche tentativo di rompere con questa storia familiare: faceva il camionista e aveva un'altra vita, parallela, a Portland, dove aveva sposato una donna di colore. Suo figlio Bernard, fratellastro di Stevens, crescerà col padre "buono" e "lavoratore", mentre Chris col padre "furfante" e "fannullone". Per Bernard il padre era insonne, per Chris aveva il sonno pesante.
In 3.7, a tre anni dalla morte di Abe, la madre di Bernard vuole risposarsi, e quindi decide di far leggere a suo figlio il vero testamento del padre: 60.000 dollari da dividere tra i suoi due figli. Per tal motivo Bernard (che non ha più l'Harley, ma un Volvo 240 station-wagon) torna a Cicely, così da dare il dovuto al ritrovato fratello. Racconta in questa occasione che non riesce più a sognare alcunché. Al contrario Chris sogna e desidera l'Africa: è proprio grazie all'inaspettata eredità che Chris pensa di organizzare per sé un viaggio nel Continente Nero, ma Adam fa loro capire che, dato il loro profondo legame, inspiegabilmente si sono scambiati i rispettivi sogni. Sarà quindi Bernard a sorvolare l'oceano per indagare le proprie radici.
- Mike Monroe

Interpretato da  Anthony Edwards.
 È un avvocato che a causa dell'inquinamento ha sviluppato un'ipersensibilità ai composti chimici e si è autoesiliato a Cicely per curarsi in mezzo alla natura incontaminata.
- Leonard Quinhagak (Graham Greene).

È un guaritore indiano e mentore di Ed.
- Alce

Nella sigla e in 1.4 compare un alce. Il suo nome è Morty ed è un alce femmina orfana proveniente dall'Alaska, portata nello Stato di Washington, dove viveva in cattività all'Università Statale. Secondo il The Northern Exposure Book, la "bibbia" degli amanti della serie, Morty fu pagata 5.000 U$D. Morì il 6 gennaio 1994, probabilmente per una deficienza di rame o cobalto, a 5 anni di età. Un alce in cattività raggiunge in media i 6-7 anni, mentre allo stato selvatico può vivere anche 16 anni. Lasciò il posto ai suoi due figli, Melody e Matilda, nati nella primavera del 1993. Uno di loro, probabilmente, ha girato la scena finale dell'ultimo episodio della serie, il 6.23.
- Clem Tillman

David J. Guppy interpreta il taglialegna medio, panzone, con camicia a quadri e barba lunga. Si apprende il suo nome in 1.1, e compare in diverse puntate, spesso solo come personaggio di fondo:1.5, 2.2 e 3.5. Un ruolo progressivamente più attivo l'avrà invece l'omologo Hayden Keyes
- Dave il cuoco

Interpretato in 1.6 da Buffalo Child e poi sempre da William James “Whitee Eaglee” Aquila Bianca, è il cuoco del The Brick, il locale di Holling Vincoeur. Quando vi viene a lavorare Adam avviene sempre qualche battibecco.
Dave è felice durante il "Giorno del Grasso".
L'ultima sua apparizione è in 5.16, da quando viene sostituito da Eugene (Earl Quewezance). In 5.21 viene spiegato che Dave è in vacanza.
- Elaine Shulman, interpretata da Jessica Lundy.

È la ragazza di Joel. Suo padre si chiama Milton Charles. Dopo 12 anni insieme, vanno a convivere poco prima che lui parta per Cicely. Si vedrà in 1.4, dopo le prime quattro settimane del soggiorno subpolare di Joel. Lascerà l'interdetto findanzato in 2.1, a sette mesi dalla sua visita a Cicely, proprio quando Joel sta per tornare a New York per due settimane di agognata vacanza. Elaine comunica che lo lascia per un uomo molto più vecchio di lei, tale Dwight, un giudice federale di Louisville in pensione, e va a vivere con lui in Kentucky. Cosa più terribile è che lo lascia per lettera, via posta.
In 3.7 Joel riceve la visita inaspettata dell'ex fidanzata, in cerca di conforto, dopo la morte di Dwight. Maggie lo spinge a superare l'orgoglio ferito di abbandonato e ad esserle amico, ma poi si scopre gelosa della ritrovata sintonia dei due ex e teme che tornino insieme. In realtà, dopo una notte di passione, Joel ed Elaine si rendono conto di non essere più innamorati.
- Pete Gilliam

Interpretato da Robert Nadir, è l'amministrativo di Anchorage, Stato dell'Alaska, che accoglie il novello dottor Joel Fleischman e lo indirizza a Cicely. Si trova in 1.1, 4.11 e 6.13.
È entusiasticamente innamorato della sua Alaska: ha girato con la moglie (svedese) tutta l'Europa (Scandinavia, Riviera francese, italiana), ma non è risultata di suo gradimento.
- Richard "Rick" Pederson (Grant Goodeve).

È il collega e fidanzato di Maggie O'Connell, morto in un curioso incidente spaziale. Pilota d'aerotaxi, si scopre daltonico. Tradisce Maggie con migliaia di donne, 2.500, a suo dire, definendosi "ammalato di sesso". Tutte le sue compagne sono consce di questo, tranne Maggie, che ne rimane all'oscuro per tutta la loro relazione, durata 17 mesi. Il rapporto con Maggie viene messo in crisi in 1.6 dalla possibilità che lui abbia un melanoma e dal suo timore di essere vittima della "maledizione O'Connell". Morirà poi in 2.7, a causa di un satellite che gli piomba in testa. Maggie scoprirà di esser stata tradita dopo la morte di lui, in 3.1, quando Joanne, una ragazza di Juneau, verrà a piangerlo sulla tomba. All'ultimo Natale lui le aveva regalato l'Opium di Maggie, mentre donò il Calèche di Joanne a Maggie. Joanne racconta che Rick conosceva bene l'arte indiana, cosa di cui Maggie non era a conoscenza. In 3.4 Maggie è convinta che Rick si sia reincarnato in un husky, poiché, come Rick, non mangia i peperoni, preferisce la carne secca di Holling e la birra e non va d'accordo con Joel.
- Ron ed Erick

Ron Arthur Bantz (Doug Ballard) ed Erick Reese Hillman (Don McManus) compaiono in 2.7 come acquirenti di un immobile in Cicely di proprietà di Maurice, che vogliono trasformare in albergo. Sono due omosessuali e si sposeranno in 5.21.